# Thalera lacerataria
Thalera lacerataria là một loài bướm đêm trong họ Geometridae.